# Tolmerus facialis
Tolmerus facialis là một loài ruồi trong họ Asilidae. Tolmerus facialis được Becker miêu tả năm 1913. Loài này phân bố ở vùng Cổ Bắc giới và châu Á.